# 2퍼센트
《2퍼센트》는 2023년에 개봉한 대한민국의 영화이다.

## 캐스팅
- 허지나 : 정문정 역
- 강지원 : 박현아 역
- 권해성 : 조동희 역
- 유다미 : 이상문 역
- 황건 : 상문친구 역
- 장재혁 : 조감독 역
- 배연경 : 스크립터 역
- 주진성 : 촬영감독 역
- 엄혜수 : 분장 역
- 남지수 : 헤어 역
- 허원도 : 촬영조수 역
- 박대원 : 제작부 역
- 박중일 : 조명감독 역
- 강봉성 : 동시녹음 역
- 엄윤아 : 영화속 여자주인공 역
- 강일경 : 영화속 남자주인공 역
- 조용연 : 연출부 막내 역
- 설미연 : 물횟집 여주인 역
- 김현주 : 물횟집 아주머니 역
- 김지현 : 물횟집 손님 역
- 서수찬 : 남자등산객 역
- 김지윤 : 여자등산객 역
- 탁윤환 : 의사 역
- 김완구 : 촬영장 구경꾼 1 역
- 곤경혜 : 촬영장 구경꾼 2 역
- 박정숙 : 촬영장 구경꾼 3 역
- 이해민 : 촬영장 구경꾼 4 역
- 김보경 : 촬영장 구경꾼 5 역
- 안월선 : 바닷가 촬영장 구경꾼 1 역
- 이은화 : 바닷가 촬영장 구경꾼 2 역
- 권진 : 바닷가 촬영장 구경꾼 3 역
- 김상철 : 바닷가 촬영장 구경꾼 4 역
- 이대형 : 바닷가 촬영장 구경꾼 5 역
- 강호인 : 바닷가 촬영장 구경꾼 6 역
- 김덕일 : 바닷가 촬영장 구경꾼 7 역
- 안현식 : 바닷가 촬영장 구경꾼 8 역
- 황상우 : 바닷가 촬영장 구경꾼 9 역
- 윤봉길 : 바닷가 촬영장 구경꾼 10 역
- 배선지 : 선술집 손님 1 역
- 강은빈 : 선술집 손님 2 역
- 황구동 : 선술집 손님 3 역
- 황춘심 : 선술집 손님 4 역
- 이석찬 : 선술집 손님 5 역
- 권병길 (특별출연) (유작)
- 남명렬 (특별출연)